# Cingetorige (Galli)
Cingetorige (... – 54 a.C.) è stato un principe e condottiero gallo, uno dei due capi in lotta per la supremazia sulla tribù gallica dei Treveri.
Cesare appoggiò Cingetorige contro il suo rivale anti-romano, Induziomaro. Tuttavia, quest'ultimo convinse il suo popolo ad unirsi alla rivolta guidata da Ambiorige degli Eburoni (54 a.C.) e dichiarò Cingetorige nemico pubblico, confiscandone le proprietà. Cingetorige si presentò al legato  di Cesare, Tito Labieno, che sconfisse e uccise Induziomaro in uno scontro di cavalleria.

## Fonti
- Gaio Giulio Cesare, De bello Gallico, V, 3-4; 56-57; VI, 8.